# Haus Hepburn
Das Haus Hepburn ist eine Familie des schottischen Adels, die am besten durch die Earl of Bothwell und unter diesen durch James Hepburn, 4. Earl of Bothwell, den Mörder von Henry Stewart, Lord Darnley und dessen Nachfolger als Ehemann Maria Stuarts, bekannt ist.
Die Familie scheint aus dem Norden Englands, in Anlehnung an die Orte Hebron und Hebburn, die beide in Northumberland liegen, zu kommen. Zudem gibt es in der Nähe von Chillingham Castle in Chillingham, ebenfalls Northumberland, einen mittelalterlichen Wohnturm, der bis zu ihrem Aussterben im 18. Jahrhundert der Sitz einer Nebenlinie der Familie war.
Die Linie der Earls of Bothwell war in Lothian begütert, bevor sie den Titel eines Lord of Hailes und später den des Earl of Bothwell erhielt.

## Stammliste (Auszug)
1. Sir Adam Hepburn of Hailes, † 1446, Ritter; ⚭ Janet Borthwick, Tochter von Sir William Borthwick of that Ilk
  1. Patrick Hepburn, 1. Lord Hailes, † 1483, Lord of Parliament, Sheriff of Berwickshire; ⚭ Ellen Wallace
    1. Adam Hepburn, * nach 1432, † 1479, Sheriff of Berwickshire; ⚭ Elyne (Helen) Home, Tochter von Sir Alexander Home of that Ilk
      1. Patrick Hepburn, 1. Earl of Bothwell, * um 1450, † 18. Oktober 1508, 2. Lord Hailes, Lord High Admiral of Scotland, Sheriff of Berwickshire; ⚭ I Janet/Joanna Douglas, Tochter von James Douglas, 1. Earl of Morton, und Joanna Stewart; ⚭ II Margaret Gordon, Tochter von George Gordon, 2. Earl of Huntly
        1. (II) Adam Hepburn, 2. Earl of Bothwell, X 9. September 1513 in der Schlacht von Flodden Field; ⚭ Agnes, uneheliche Tochter von James Stewart, 1. Earl of Buchan und Margaret Murray
          1. Patrick Hepburn, 3. Earl of Bothwell, * 1512, † September 1556, ⚭ 1534, geschieden vor 1543, Agnes Sinclair, † 1572, Tochter von Henry, 3. Lord Sinclair
            1. James Hepburn, 4. Earl of Bothwell, * 1534, † 14. April 1578, erblicher Lord High Admiral of Scotland, 1567 Herzog von Orkney und Lord of Shetland; ⚭ I Jean Gordon, Schwester von George Gordon, 5. Earl of Huntly, geschieden 1567; ⚭ 1567 Maria Stuart, Königin von Schottland (Haus Stuart)
            2. Jane (Janet), † vor 27. Juli 1599; ⚭ I John Sinclair, Master of Caithness, † 1578; ⚭ II John Stewart, Lord Darnley, Prior von Coldingham (die Eltern von Francis Stewart, 1. Earl of Bothwell); ⚭ III Archibald Douglas, Parson of Douglas, † nach 1587

        2. (I) Joanna, ⚭ George Seton, 3. Lord Seton, X 9. September 1513 in der Schlacht von Flodden Field

      2. George Hepburn, * um 1454, X 9. September 1513 in der Schlacht von Flodden Field, Lord High Treasurer, 1510 Bischof von Sodor und Man (Bishop of the Isles)
      3. Margaret Hepburn, * um 1456, † 8. November 1542; ⚭ Henry Sinclair.
      4. Adam Hepburn, * 1457, X 9. September 1513 in der Schlacht von Flodden Field, Master of the Royal Stables
      5. Elizabeth (Agnes) Hepburn, * um 1461, ⚭ Alexander Home
      6. Helen Hepburn, * um 1463, ⚭ John Somerville

    2. John Hepburn, † nach 1525, Prior von St Andrews, 1512 Gründer von Saint Leonards College an der Universität St Andrews

  2. William Hepburn, 1456 bezeugt
  3. George Hepburn, 1456 bezeugt